# 景洪港

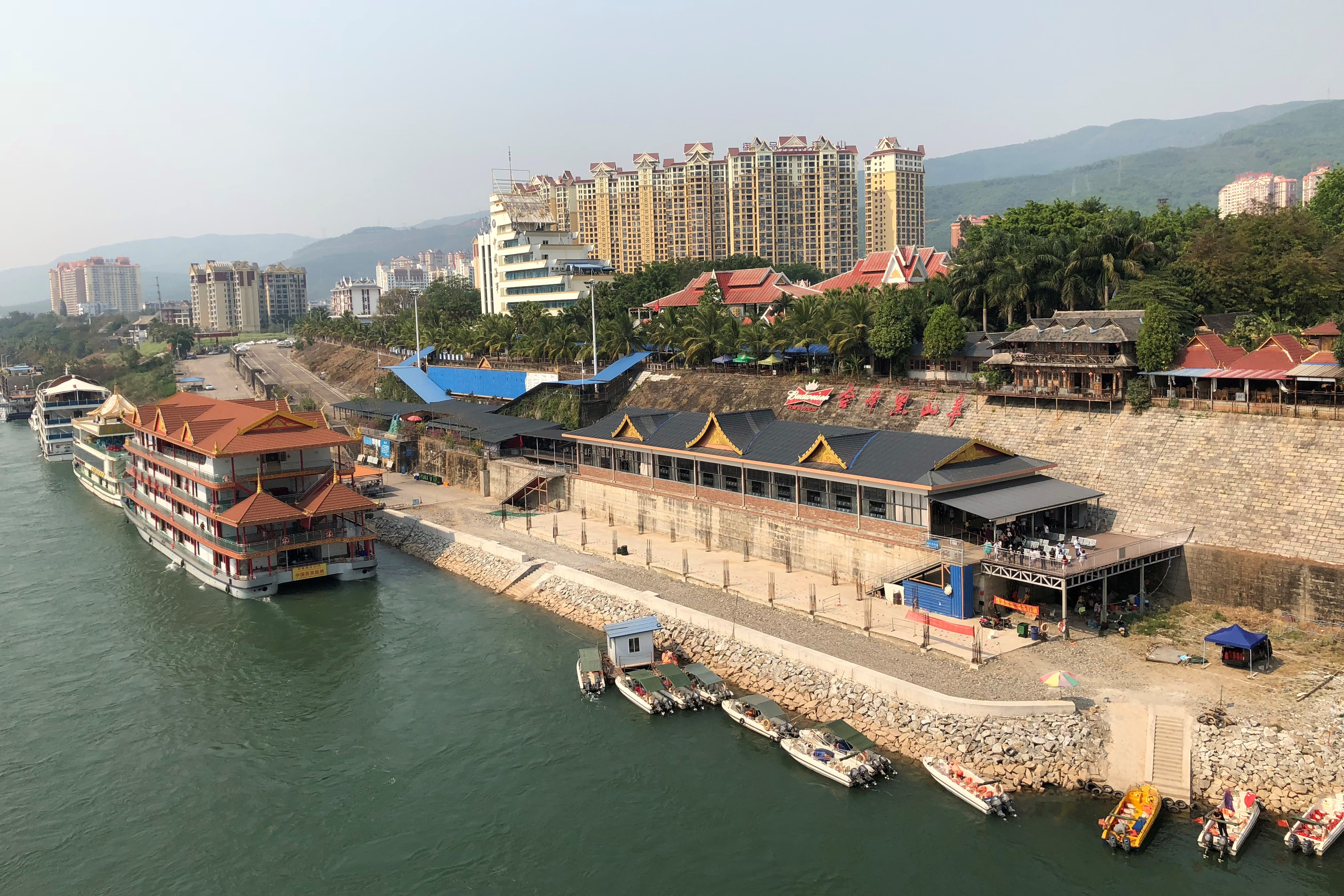
景洪港

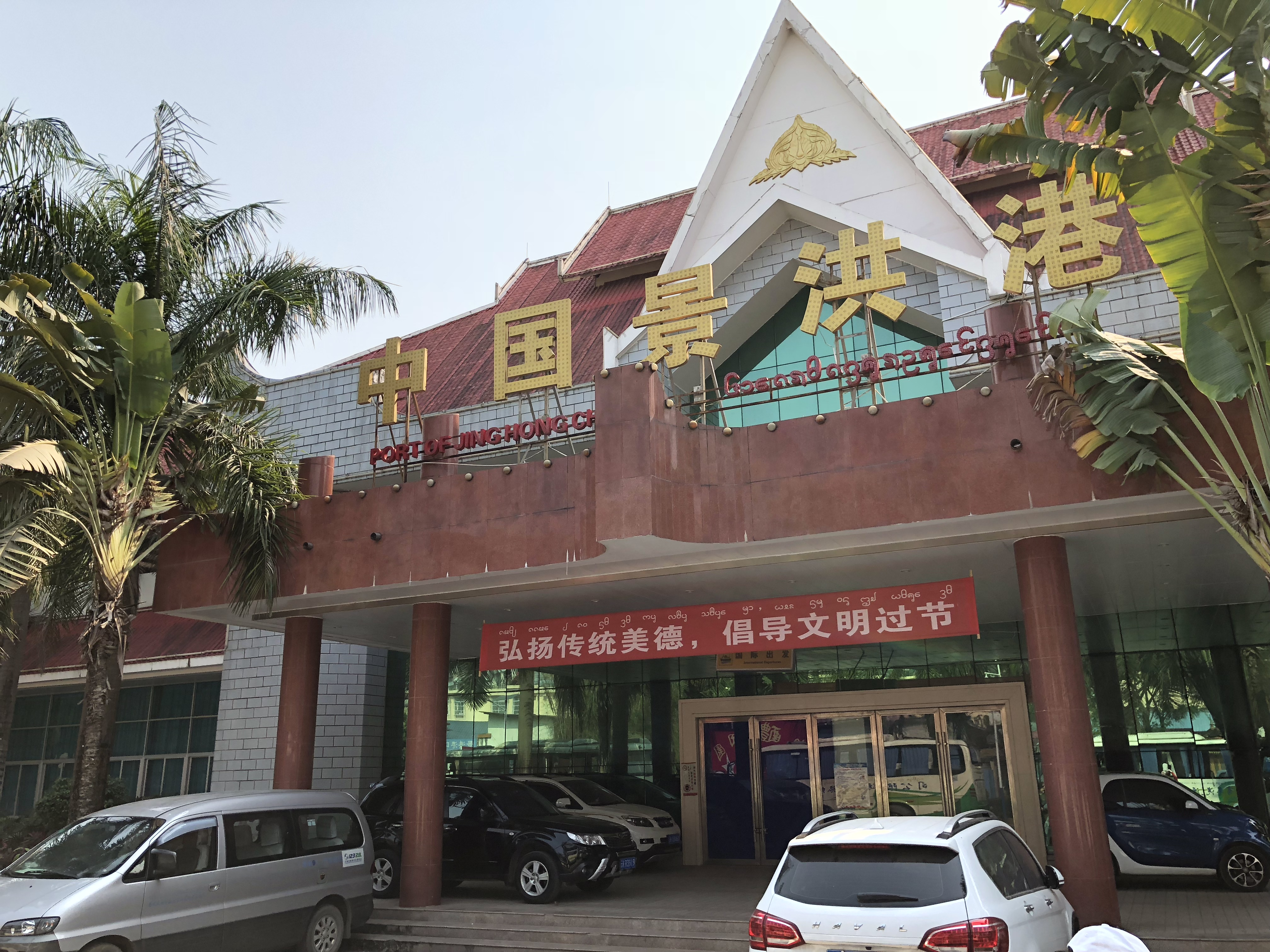
景洪港

景洪港是云南省西双版纳傣族自治州景洪市澜沧江对面的一个河港。澜沧江下游的湄公河除中国外，还流经缅甸、老挝、泰国、柬埔寨和越南，这些港口与上游的思茅港、下游的有关累港口都是国际港口。下设三个码头，分别是景洪港中心码头、橄榄坝码头、关累码头。该港为国家一类对外口岸，也是澜沧江（湄公河）航道上中国境内第一大港口口岸。2001年6月26日中国、老挝、缅甸、泰国四国商船正式通航澜沧江。